# Cruzy
Cruzy (okzitanisch: Crusi) ist eine französische Gemeinde mit 954 Einwohnern (Stand: 1. Januar 2022) im Département Hérault in der Region Okzitanien. Sie gehört zum Arrondissement Béziers und zum Kanton Saint-Pons-de-Thomières. Die Umgebung ist bekannt für die Funde von Dinosaurierskeletten. Die Einwohner werden Cruzyat(e)s genannt.

## Geographie
Die Gemeinde Cruzy liegt an der Grenze zum Département Aude, etwa 22 Kilometer westlich von Béziers und 23 Kilometer nördlich von Narbonne in den südöstlichsten Ausläufern der Montagne Noire. Durch den Süden der Gemeinde verläuft der Canal du Midi. Umgeben wird Cruzy von den Nachbargemeinden Villespassans im Norden, Quarante im Osten, Ouveillan im Süden, Argeliers im Süden und Südwesten, Montouliers im Südwesten und Westen sowie Bize-Minervois im Westen.

## Bevölkerungsentwicklung
| Jahr                       | 1962 | 1968 | 1975 | 1982 | 1990 | 1999 | 2009 | 2020 |
| Einwohner                  | 1158 | 1059 | 905  | 844  | 801  | 830  | 957  | 960  |
| Quellen: Cassini und INSEE |      |      |      |      |      |      |      |      |

## Sehenswürdigkeiten
- Kirche Sainte-Eulalie-de-Mérida aus dem 10. Jahrhundert, Umbauten aus dem 14. Jahrhundert, seit 1913 Monument historique
- Kapelle Sainte-Foy
- Burganlage
- Schloss Sériège aus dem 19. Jahrhundert
- Archäologisches und Paläontologisches Museum
- Alte Mühle Sainte-Eulalie

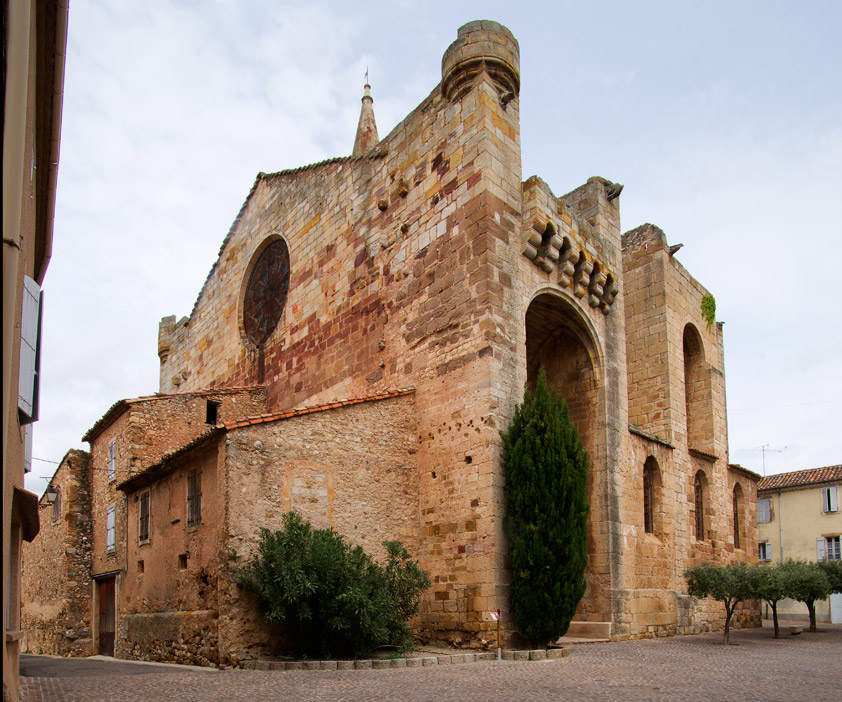
Kirche Sainte-Eulalie-de-Mérida
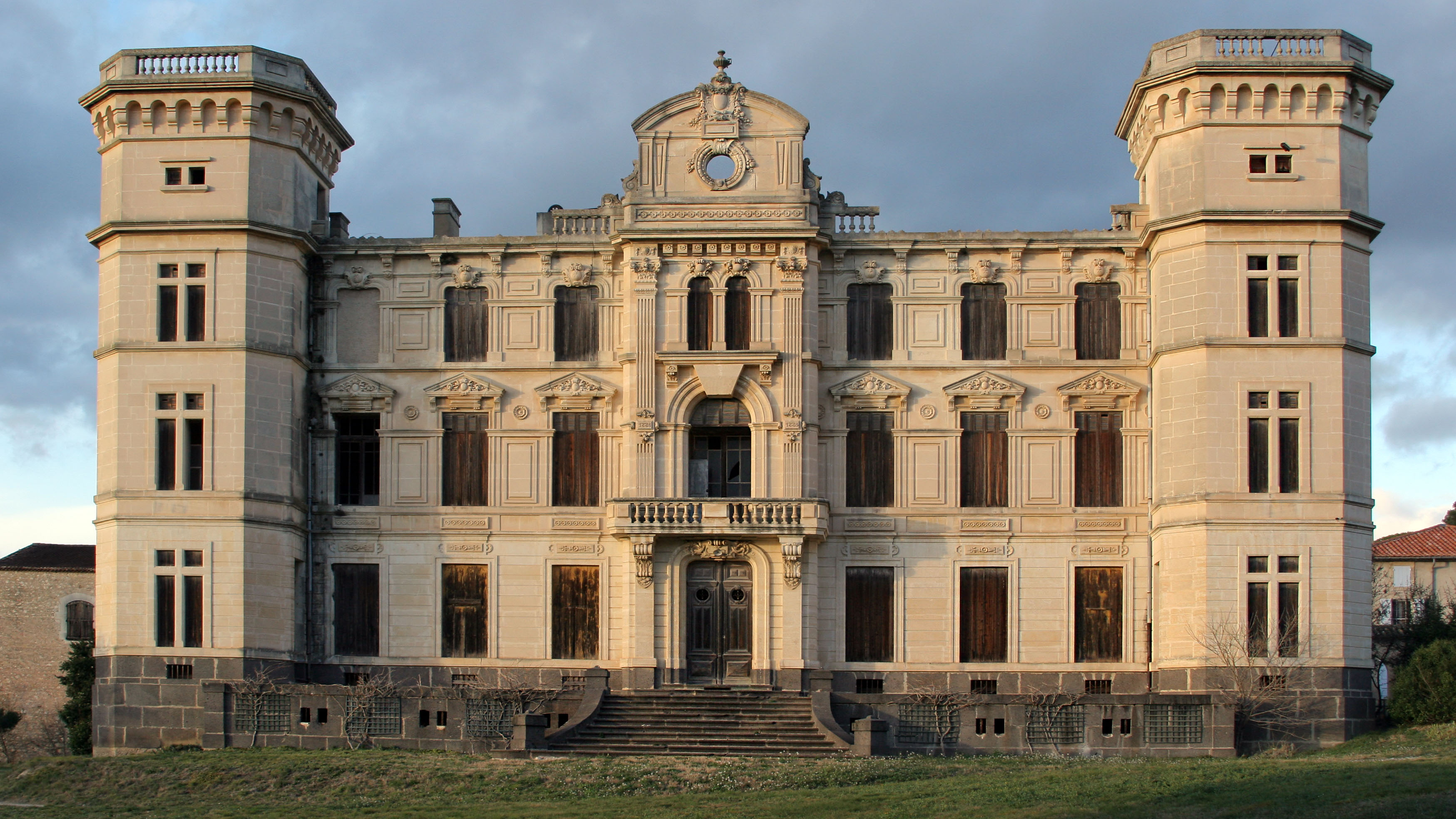
Schloss Sériège
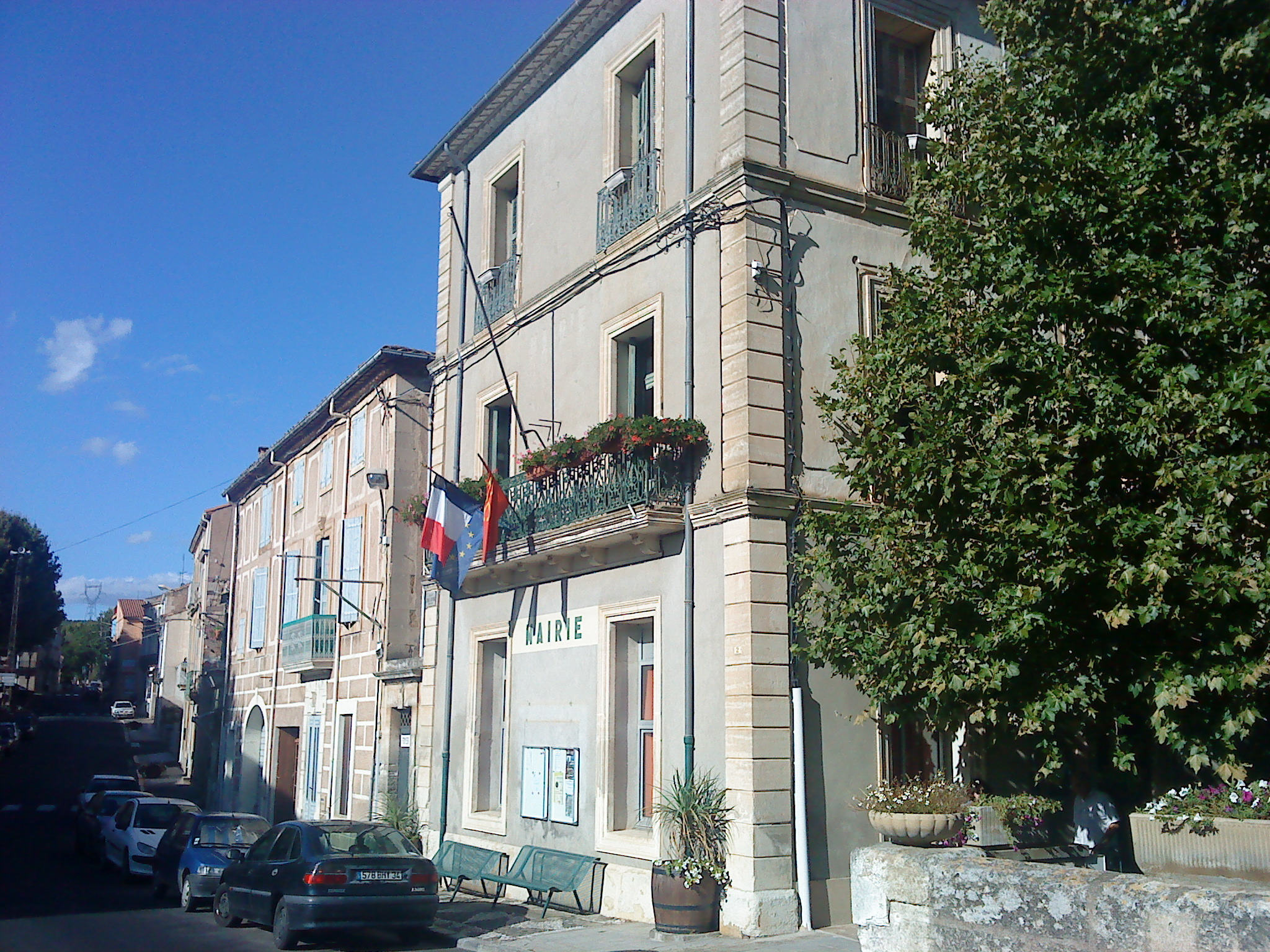
Rathaus (mairie)